# Frances Lee McCain
Frances Lee McCain (York, 28 luglio 1944) è un'attrice statunitense.

## Filmografia parziale

### Cinema
- L'ispettore Martin ha teso la trappola (The Laugh Policeman), regia di Stuart Rosenberg (1973)
- Un ragazzo chiamato Tex (Tex), regia di Tim Hunter (1982)
- Footloose, regia di Herbert Ross (1984)
- Gremlins, regia di Joe Dante (1984)
- Ritorno al futuro (Back to the Future), regia di Robert Zemeckis (1985)
- Stand by Me - Ricordo di un'estate (Stand by Me), regia di Rob Reiner (1986)
- Scream, regia di Wes Craven (1996)
- Patch Adams, regia di Tom Shadyac (1998)
- Fino a prova contraria (True Crime), regia di Clint Eastwood (1999)
- A Modern Family (Ideal Home), regia di Andrew Fleming (2018)
- End of the Road, regia di Millicent Shelton (2022)
- Hold your breath, regia di Karrie Crouse (2024)

### Televisione
- Ziegfeld e le sue follie (Ziegfeld: The Man and His Women), regia di Buzz Kulik – film TV (1978)
- Agatha Christie: Delitto in tre atti (Murder in Three Acts), regia di Gary Nelson – film TV (1986)
- Una decisione difficile (A Fighting Choice), regia di Ferdinand Fairfax – film TV (1986)
- Doppia identità (The Lookalike), regia di Gary Nelson – film TV (1990)